# 점현호색
점현호색(학명: Corydalis maculata)은 현호색과에 속하는 식물이다. 대한민국의 전라북도 이북 숲속에서 자라는 여러해살이풀 높이는 10-25cm정도이다.

## 특징
뿌리는 땅속에 둥근 덩이줄기가 있다. 비늘조각잎의 밑부분에서 1개 또는 여러개의 줄기가 나온다. 잎은 어긋나게 달리고 2회 3출엽이다. 작은잎은 도란형 또는 긴 타원형이고 손바닥 모양으로 갈라진다. 표면에 흰색 반점이 나타나는 것이 특징이지만 나타나지 않는 것도 있다. 꽃은 3-4월에 줄기 끝에 달리는 총상꽃차례에 5-20개의 청자색 계열의 꽃이 모여 핀다. 꽃의 뒤쪽은 기다란 꿀주머니가 된다. 꽃은 비교적 큰 편이고 가운데 부분이 불룩하다. 하측 외화판은 넓다. 포엽은 도란형이고 끝이 잘게 갈라지며 대개 갈색을 띤다. 열매는 납작한 방추형의 삭과이며 그 안에 광택이 나는 검은색 씨가 거의 2열로 배열된다. 시에 당분체가 붙어 있다.

## 이름
잎에 점무늬가 있는 현호색 종류라는 뜻의 이름이다.

## 바같 링크
- 국립생물자원관